# Нгаха-Чамоа, Ги-Мартен
Ги-Мартен Нгаха-Чамоа (англ. Guy Martin Ngaha-Chamoa; 7 сентября 1974 года) — камерунский футболист. Первый легионер из своей страны в России.

## Карьера
Начал серьезно заниматься футболом в России, куда приехал учиться в медицинский университет. Случайно попался селекционерам клуба третей лиги «Рода». В своем втором сезоне за команду вошел в число 10 лучших бомбардиров первенства. Несмотря на невысокий рост (160 см), Нгаха-Чамоа хорошо играл головой, однако очень часто злоупотреблял индивидуальной игрой.
В 1998 году «Рода» вошла в состав «Коломны», и Нгаха-Чамоа оказался в подмосковной команде. Через год был объявлен запрет на легионеров в ПФЛ, и Нгаха-Чамоа уехал в Узбекистан, где заключил контракт с клубом высшей лиги «Бухара», провел четыре игры, после чего вернулся в Москву.
Несколько лет выступал в мини-футболе за столичные ЦСКА и «Арбат». В интервью игрок признавался, что хотел работать спортивным врачом.
После окончания учебы Нгаха-Чамоа вернулся на родину, где стал работать по специальности.